# Бондарь, Мария Михайловна
Мария Михайловна Бондарь  (род. 1929) — звеньевая колхоза в Красноармейском районе Житомирской области, Герой Социалистического Труда (1950).

## Биография
Работала звеньевой по выращиванию льна-долгунца в колхозе им. 131-го Таращанского полка (позже им. Ленина) села Великий Луг, Красноармейского района Житомирской области.
Брат Марии Михайловны — Николай Васильевич Бондарь — тоже был Героем Социалистического Труда (награждён за освоение целины).

## Награды
- Герой Социалистического Труда (1950).